# Heliconia scarlatina
Heliconia scarlatina är en enhjärtbladig växtart som beskrevs av Abalo och G.Morales. Heliconia scarlatina ingår i släktet Heliconia och familjen Heliconiaceae. Inga underarter finns listade.